# 퍼스트 러브 (2025년 드라마)
《퍼스트 러브》는 2025년 4월 18일에 방영하고 있는 U+모바일TV오리지널 대한민국의 드라마이다.

## 기획 의도
십대 시절, 사랑의 순수함에 대한 6가지 사랑 이야기
소년과 소녀가 만나 서로에게 빠져드는 설렘을 느껴보세요

## 등장인물

### EP1 내 남사친은 아이돌
- 은찬 : 이파란 역
- 정지수 최봉희 역

### EP2 그 녀석의 버킷리스트
- 차준호 : 히카리 역
- 황지아 : 강하나 역
- 권채원 : 이나연 역

### EP3 넘사벽 그 놈
- 이효제 : 남현규 역
- 천예주 : 오빛나 역
- 임성준 : 류하오 역
- 김도연 : 정수지 역

### EP4 너의 모든 것
- 박상훈 : 하선우 역
- 김선경 : 이지윤 역
- 박도하 : 허태웅 역

### EP5 내 첫 사랑은 교생쌤
- 한세진 : 이필립 역
- 제인 : 오로라 역

### EP6 여름밤의 학교 괴담
- 봉재현 박준영 역
- 이채은 : 김이나 역

## 참고 사항
- 2024년 10월 30일부터 11월 1일까지 도쿄에서 열린 '도쿄필름마켓(TIFFCOM) 2024'에 한국공동관으로 참가해 독점 쇼케이스를 개최했다.[6]